# Ludwig von Erlichshausen
Ludwig von Erlichshausen  je bil 30. veliki mojster tevtonskega viteškega reda, na položaju od leta 1449/1450 do 1467, * 1410, Ellrichshausen, Švabska, † 1467, Königsberg.
Bil je nečak svojega predhodnika Konrada von Erlichshausena. 
V letih 1436–1440 je bil pomočnik velikega mojstra Paula von Rusdorfa, komturja Schönseeja (Wąbrzeźno) pri Torunju (1442–1447) in komturja Meweja (Gniew, 1446–1450). Po smrti svojega dokaj kompromisnega strica leta 1449 je Ludwig leta 1450 postal veliki mojster reda, čeprav je omejeno sposoben in slabega značaja. 
Zaradi njegovega brezkompromisnega stališča do Pruske zveze so pruska mesta prosila za podporo poljskega kralja Vladislava II. Jagela, zaradi česar je leta 1454 izbruhnila trinajstletna vojna med tevtonskim redom in Poljsko, ki jo je podpirala Pruska zveza.
Ker je redu po sklenitvi Prvega torunjskega miru leta 1411  primanjkovalo denarja, je moral Ludwig namesto plačila svojim plačancem predati sedež reda v gradu Marienburg (Malbork), ti pa so ga prodali poljskemu kralju. Red je moral svoj sedež preseliti v Königsberg. Leta 1454/1455 so vitezi zastavili in nato Brandenburgu  prodali tudi  bil Neumark.
Izguba Marienburga ni bila edina izguba reda. Po sklenitvi Drugega torunjskega miru leta 1466 so morali Poljski prepustiti tudi Pomerelijo, Culmerland (dežela Helmno), Varmijo in del Pomorjanskega, vključno s Kwidzynom.
Ludwig von Erlichshausen je umrl leta 1467 v Königsbergu.